# Tancama

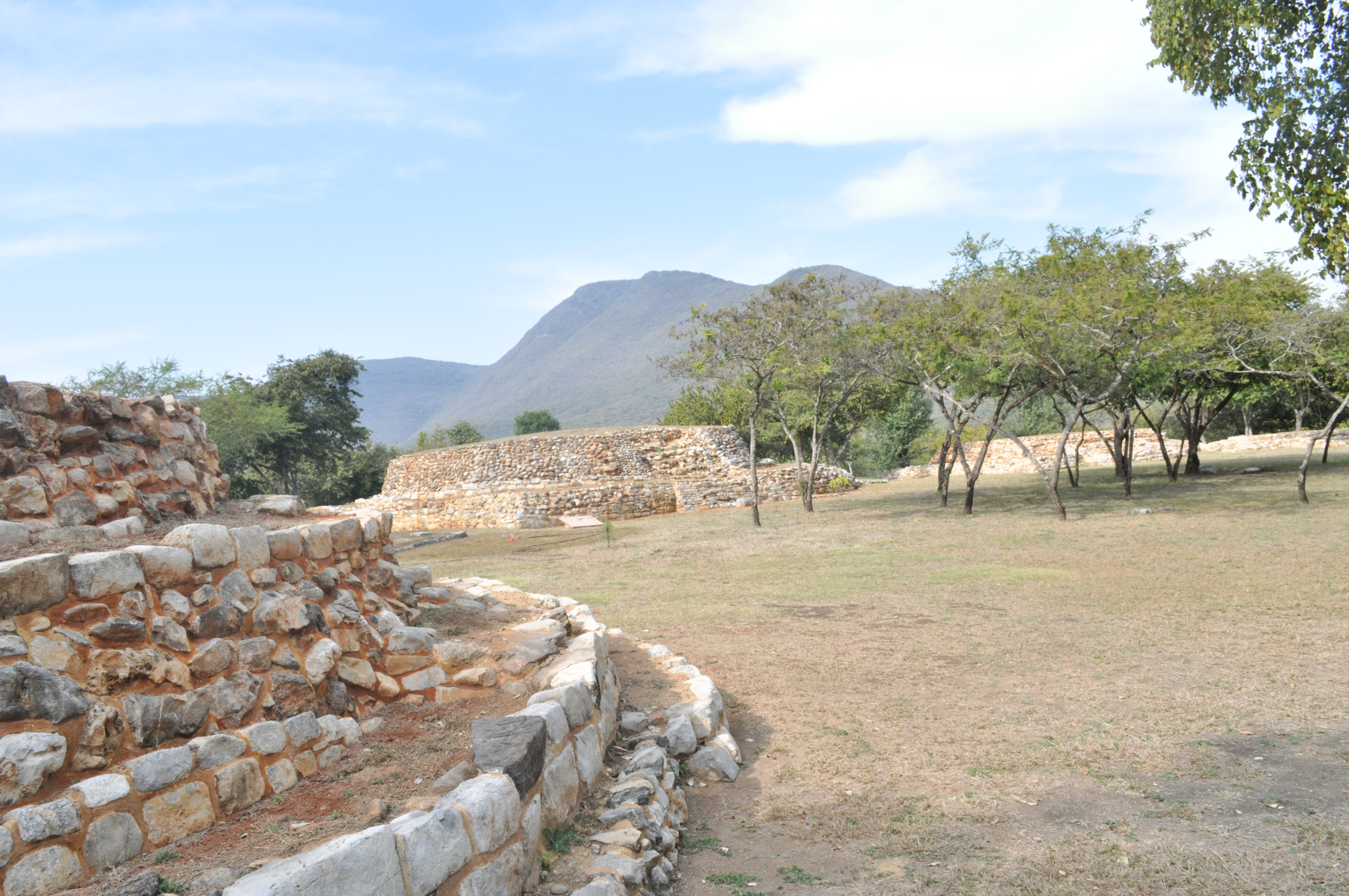
Tancama.

Tancama es un sitio arqueológico ubicado en el estado de Querétaro en México . El nombre "Tancama" proviene de la lengua huasteca y significa en español "colina de fuego."  Este sitio tiene un valor clave para la comprensión de la cultura Huasteca, entre otras que originalmente habitaron el lugar. El sitio está abierto al público desde 2011.

## Toponimia
La denominación Tancama como "colina de fuego" posiblemente proviene de un fenómeno que ocurre en el solsticio de invierno , cuando el sol se alinea con la parte superior de una de las colinas del sitio.

## Historia
El sitio alcanzó su apogeo máximo entre los años 700 al 900 de nuestra era; existiendo indicios de una ocupación de la zona que data desde el año 200 a. C. Una de las razones que se teorizan para la ocupación de este lugar es la calidad del suelo para la explotación agrícola y la variedad de recursos naturales de la zona.
La exploración formal del sitio por parte de las autoridades Mexicanas inició en 1999, iniciándose la etapa de exploración monumental entre 2006 y 2010, abriendo el sitio al público en general 2011.
Como resultado de estas investigaciones se reveló que fue entre los años 500 y 750 de nuestra era cuando se edificaron las estructuras más grandes, de arquitectura típicamente mesoamericana (con robustos taludes) pero a la vez específicamente huasteca, mediante el uso de plazas en desnivel, edificios de planta circular y muros compuestos de laja; sumándose hasta la fecha 42 estructuras en el sitio.
Durante la exploración del sitio se han descubierto aproximadamente 50 entierros, tanto individuales como colectivos en los edificios 1, 2, 6, 7 y 8 de la plaza del mirador. Principalmente durante la temporada 2010 fue cuando se localizaron 34 inhumaciones correspondientes a restos de 26 individuos, en su mayoría adultos y algunos menores. Se conjetura que estos personajes enterrados pertenecían a la cultura huasteca debido a la deformación craneal que presentan sus restos, así como al hallazgo de cerámica y caracoles, características asociadas a la cultura huasteca.